# Nekrolog 3. Quartal 1941
Nekrolog
◄◄
| ◄
| 1937
| 1938
| 1939
| 1940
| 1941 | 1942 | 1943 | 1944 | 1945 | ► | ►►
1. Quartal |
2. Quartal |
3. Quartal |
4. Quartal 1941
Weitere Ereignisse | Allgemeiner Nekrolog 1941
Die Beschreibung der verstorbenen Person sollte so kurz wie möglich gehalten sein und nur deren signifikante Tätigkeit(en) enthalten.
Neue Namen ggf. auch unter dem Geburts- und Sterbedatum, also etwa unter 1. Januar und im Geburts- und Sterbejahr (2024) eintragen (nur bei entsprechender großer Wichtigkeit). Für Beispiele siehe die schon vorhandenen Artikel.
Außerdem über die fünf zuletzt Verstorbenen, zu denen es einen ausreichend guten Artikel für eine Präsentation auf der Hauptseite gibt, nach der todesbedingten Überarbeitung der Artikel ggf. auch unter Wikipedia Diskussion:Hauptseite informieren und sie am besten auch in den anderen Wikipedia-Sprachversionen eintragen. Tipp: Regelmäßig bei news.google.de nach „ist tot“, „gestorben“ oder „verstorben“ suchen.
Wenn eine Person gestorben ist, gibt es viele Seiten zu dieser Person in der Wikipedia, die davon auch betroffen sind und entsprechend aktualisiert werden müssen. Beispiele: Namenübersichtsseite, Geburtsjahr, Geburtsort-Seiten und viele mehr.
Wie finde ich die betroffenen Seiten?
Im Suchfeld auf der linken Seite gibt man den Suchbegriff so ein: „Vorname Nachname“. Dann klickt man auf Volltext und alle Seiten mit entsprechendem Suchtext werden aufgerufen. Hier sieht man dann schnell, wo auch das Todesjahr Sinn macht oder sogar ein Teil des Artikels angepasst werden muss. Auch hilft das „Werkzeug“ auf der linken Seite sehr gut, um solche Seiten aufzufinden: „Links auf diese Seite“. Somit ist die Wikipedia wieder aktuell in allen Bereichen! Hinweis: bei Eintragung der Kategorie „Gestorben JAHR“ wird der Missbrauchsfilter 49 ausgelöst, was jedoch nicht schlimm ist. Siehe: Spezial:Missbrauchsfilter/49
Dies ist eine Liste von im dritten Quartal 1941 verstorbenen bekannten Persönlichkeiten. Die Einträge erfolgen innerhalb der einzelnen Daten alphabetisch sortiert. Tiere sind im Nekrolog für Tiere zu finden.

## Juli
| Tag      | Name                                | Beruf, bekannt als                                                                                                | Alter | Beleg |
| -------- | ----------------------------------- | --- | ----- | ----- |
| 1. Juli  | Nicholas Embiricos                  | griechischer Unternehmer und Automobilrennfahrer                                                                  | 30    |       |
| 1. Juli  | Jerzy Hulewicz                      | polnischer Schriftsteller, Kunsttheoretiker, Maler und Grafiker                                                   | 55    |       |
| 1. Juli  | Heinz Kapelle                       | deutscher kommunistischer Widerstandskämpfer                                                                      | 27    |       |
| 1. Juli  | Max Metzger                         | deutscher Architekt, Gewerbeschullehrer und Kunsthistoriker                                                       | 74    |       |
| 1. Juli  | Joseph Wallace Oman                 | US-amerikanischer Marineoffizier                                                                                  | 76    |       |
| 1. Juli  | Paul Rehme                          | deutscher Rechtswissenschaftler                                                                                   | 74    |       |
| 1. Juli  | August Schauer                      | Gottscheer Priester und Publizist                                                                                 | 69    |       |
| 1. Juli  | Maria Schöffmann                    | österreichische Malerin und Restauratorin                                                                         | 81    |       |
| 1. Juli  | Hans Stubenrauch                    | deutscher Maler, Illustrator und Schriftsteller                                                                   | 66    |       |
| 2. Juli  | Olga Bauer-Pilecka                  | österreichische Oratorien- und Konzertsängerin                                                                    | 54    |       |
| 2. Juli  | Maria Grimm-Einödshofer             | Operettensängerin, Theaterschauspielerin sowie Filmschauspielerin beim deutschen Stummfilm                        | 80    |       |
| 2. Juli  | Pinchas Kohn                        | deutscher Rabbiner in Ansbach und des Distriktsrabbinats Wallerstein                                              | 74    |       |
| 2. Juli  | Ronald McLean                       | britischer Turner                                                                                                 | 60    |       |
| 2. Juli  | Adolf Schmeyers                     | deutscher Geodät und Obervermessungsdirektor                                                                      | 67    |       |
| 2. Juli  | Paul Schürmann                      | deutscher Militärpathologe und Tuberkuloseforscher                                                                | 45    |       |
| 2. Juli  | Hilmar Wäckerle                     | deutscher SS-Führer, Kommandant des KZ Dachau                                                                     | 41    |       |
| 2. Juli  | Abu Abdullah Zandschani             | iranischer Rechtsgelehrter, Koranwissenschaftler und Autor                                                        |       |       |
| 3. Juli  | Friedrich Karl Akel                 | estnischer Politiker und Diplomat                                                                                 | 69    |       |
| 3. Juli  | Mijo Babić                          | kroatischer Ustaša-Lagerbeauftragter                                                                              | 37    |       |
| 3. Juli  | Wilhelm Balthasar                   | deutscher Offizier und Jagdflieger                                                                                | 27    |       |
| 3. Juli  | Peter Berns                         | deutscher Politiker (NSDAP), MdR                                                                                  | 34    |       |
| 3. Juli  | Charles Calvin Bowman               | US-amerikanischer Politiker                                                                                       | 88    |       |
| 3. Juli  | Paul Gerhardt                       | deutscher Sonderpädagoge und Schriftsteller                                                                       | 74    |       |
| 3. Juli  | Gottfried Krüger                    | deutscher Mediziner und Heimatforscher, Ehrenbürger der Lutherstadt Wittenberg                                    | 77    |       |
| 3. Juli  | Otto Quirin Lancelle                | deutscher Offizier, Generalleutnant im Zweiten Weltkrieg                                                          | 56    |       |
| 3. Juli  | Hermann Neuhaus                     | deutscher Maler und Architekt                                                                                     | 78    |       |
| 3. Juli  | Mark Nicholson                      | englischer Fußballspieler und -trainer                                                                            | 70    |       |
| 3. Juli  | Tadeusz Ostrowski                   | polnischer Chirurg und Hochschullehrer                                                                            | 59    |       |
| 3. Juli  | Albert B. White                     | US-amerikanischer Politiker                                                                                       | 84    |       |
| 4. Juli  | Tadeusz Boy-Żeleński                | polnischer Dichter und Übersetzer französischer Literatur                                                         | 66    |       |
| 4. Juli  | Martin A. Brennan                   | US-amerikanischer Politiker                                                                                       | 61    |       |
| 4. Juli  | Antoni Cieszyński                   | polnischer Arzt, Zahnarzt und Chirurg                                                                             | 59    |       |
| 4. Juli  | Felix Klipstein                     | deutscher Maler, Zeichner und Graphiker                                                                           | 60    |       |
| 4. Juli  | Karl Kotratschek                    | österreichischer Leichtathlet                                                                                     | 26    |       |
| 4. Juli  | Olga Oppenheimer                    | deutsche Malerin und Grafikerin des Expressionismus                                                               | 55    |       |
| 4. Juli  | Karl Rorich                         | deutscher Komponist, Chorleiter, Pianist, Organist und Musikpädagoge                                              | 72    |       |
| 4. Juli  | Eugen Schilling                     | deutscher Chemiker                                                                                                | 79    |       |
| 4. Juli  | Viktor Spěváček                     | tschechoslowakischer Soldat, Legionär und General                                                                 | 52    |       |
| 4. Juli  | Stepan Pawlowitsch Suprun           | sowjetischer Pilot                                                                                                | 33    |       |
| 4. Juli  | Antoni Łomnicki                     | polnischer Mathematiker                                                                                           | 60    |       |
| 5. Juli  | Ferdinand Blumenthal                | deutscher Onkologe                                                                                                | 71    |       |
| 5. Juli  | Franz Boner                         | deutscher Bankier                                                                                                 | 72    |       |
| 5. Juli  | Oskar Fried                         | deutscher Dirigent und Komponist                                                                                  | 69    |       |
| 5. Juli  | Gunnar Rönström                     | schwedischer Leichtathlet                                                                                         | 57    |       |
| 5. Juli  | Joseph Roth                         | deutscher katholischer Priester und Ministerialdirigent                                                           | 43    |       |
| 6. Juli  | Albert Delstanche                   | belgischer Maler, Grafiker und Illustrator                                                                        | 71    |       |
| 6. Juli  | Reginald Earnshaw                   | britischer Mann, Gefallener im Zweiten Weltkrieg                                                                  | 14    |       |
| 6. Juli  | Keith Elphinstone                   | schottischer Elektro- und Maschinenbauingenieur                                                                   | 76    |       |
| 6. Juli  | Anton Reichenow                     | deutscher Ornithologe                                                                                             | 93    |       |
| 6. Juli  | Franz Heinrich Witthoefft           | deutscher Bankier, Hamburger Senator und Politiker (NSDAP, DVP), MdHB                                             | 77    |       |
| 7. Juli  | Randolph Bedford                    | australischer Schriftsteller                                                                                      | 73    |       |
| 7. Juli  | Fritz Dobisch                       | deutscher Gewerkschaftsfunktionär und NS-Opfer                                                                    | 51    |       |
| 7. Juli  | Alter Kacyzne                       | jiddischer Schriftsteller und Fotograf                                                                            | 56    |       |
| 7. Juli  | Walther Wendel                      | deutscher Chirurg                                                                                                 | 68    |       |
| 7. Juli  | Josef Zotz                          | österreichischer Priester und Widerstandskämpfer                                                                  | 39    |       |
| 8. Juli  | Stephen Bolles                      | US-amerikanischer Politiker                                                                                       | 75    |       |
| 8. Juli  | Hans Freese                         | deutscher Schwimmer                                                                                               | 23    |       |
| 8. Juli  | Philippe Gaubert                    | französischer Komponist und Flötist                                                                               | 62    |       |
| 8. Juli  | Rudolf May                          | deutsch-österreichischer SA-Führer                                                                                | 38    |       |
| 8. Juli  | Moses Schorr                        | polnischer Historiker, Orientalist, Rabbiner und Politiker                                                        | 67    |       |
| 8. Juli  | Agnes Straub                        | deutsche Schauspielerin                                                                                           | 51    |       |
| 8. Juli  | Bruno Ziegler                       | deutscher Bildhauer                                                                                               | 62    |       |
| 9. Juli  | Hiram Kinsman Evans                 | US-amerikanischer Politiker                                                                                       | 78    |       |
| 9. Juli  | Abraham Jakob Mark                  | Oberrabbiner der jüdischen Gemeinde der Bukowina (1926–1941)                                                      | 57    |       |
| 9. Juli  | Hans-Georg Opitz                    | deutscher evangelischer Kirchenhistoriker                                                                         | 36    |       |
| 9. Juli  | Jüri Parijõgi                       | estnischer Pädagoge und Jugendbuchautor                                                                           | 48    |       |
| 9. Juli  | Carl Friedrich von Siemens          | deutscher Industrieller und Politiker (DDP), MdR                                                                  | 68    |       |
| 9. Juli  | Hans Stosch-Sarrasani jun.          | deutscher Zirkusdirektor                                                                                          | 44    |       |
| 10. Juli | Edmond van Aubel                    | belgischer Physiker                                                                                               | 76    |       |
| 10. Juli | Kazimierz Gałecki                   | polnischer Politiker und Diplomat                                                                                 | 78    |       |
| 10. Juli | Florentine Gebhardt                 | deutsche Schriftstellerin und Lehrerin                                                                            | 76    |       |
| 10. Juli | Alois Höher                         | österreichischer Politiker (CS) sowie Fleischhauer, Gast- und Landwirt                                            | 78    |       |
| 10. Juli | Jelly Roll Morton                   | US-amerikanischer Pianist und Jazz-Komponist                                                                      | 55    |       |
| 11. Juli | John Ball                           | britischer Geologe, Geograf und Bergbauingenieur                                                                  | 69    |       |
| 11. Juli | Arthur Evans                        | britischer Archäologe                                                                                             | 90    |       |
| 11. Juli | Eduard Heyck                        | deutscher Kulturhistoriker, Schriftsteller und Dichter                                                            | 79    |       |
| 11. Juli | Erich Kirschbaum                    | deutscher Jurist und Landrat                                                                                      | 62    |       |
| 11. Juli | Harry Thomas                        | kanadischer Jazzmusiker                                                                                           | 51    |       |
| 11. Juli | Peter Vogt                          | deutscher Politiker (NSDAP), MdR und SA-Führer                                                                    | 44    |       |
| 11. Juli | Luise Westkirch                     | deutsche Schriftstellerin                                                                                         | 88    |       |
| 12. Juli | Franz Bartl                         | österreichischer Feldhandballspieler                                                                              | 26    |       |
| 12. Juli | Josef Endres                        | Landrat im Landkreis Passau                                                                                       | 42    |       |
| 12. Juli | Wilhelm Grosser                     | deutscher Leichtathlet                                                                                            | 31    |       |
| 12. Juli | August Kotthaus                     | Maschinenbauingenieur und Geschäftsführer von Carl Zeiss Jena (1920–1941)                                         | 56    |       |
| 12. Juli | Augustinas Povilaitis               | litauischer Polizist                                                                                              | 41    |       |
| 12. Juli | Stanisław Ruziewicz                 | polnischer Mathematiker                                                                                           | 51    |       |
| 13. Juli | Wilhelm Grezesch                    | deutscher Politiker (NSDAP), MdR                                                                                  | 35    |       |
| 13. Juli | Eduard Norden                       | deutscher Klassischer Philologe und Religionshistoriker                                                           | 72    |       |
| 13. Juli | Iwan Iwanowitsch Priwalow           | russischer Mathematiker                                                                                           | 50    |       |
| 14. Juli | Richard Thomas Baker                | britisch-australischer Botaniker, Museumskurator und Lehrer                                                       | 86    |       |
| 14. Juli | Georg Bertram                       | deutscher Pianist und Musikpädagoge                                                                               | 59    |       |
| 14. Juli | Paul Joseph Cremers                 | deutscher Journalist und Schriftsteller                                                                           | 44    |       |
| 14. Juli | Martin Gauger                       | deutscher Jurist, der Hitler den Treueid verweigerte                                                              | 35    |       |
| 14. Juli | Karl Groß                           | deutscher Ringer                                                                                                  | 57    |       |
| 14. Juli | Friedrich Kauffmann                 | deutscher Mediävist und Linguist                                                                                  | 77    |       |
| 15. Juli | Rose Bracher                        | britische Biologin und Botanikerin                                                                                |       |       |
| 15. Juli | Melvin Colvin Hazen                 | US-amerikanischer Politiker                                                                                       | 71    |       |
| 15. Juli | Olha Franko                         | ukrainische Schriftstellerin, Übersetzerin, Sozialaktivistin, Publizistin und Verlegerin                          | 77    |       |
| 15. Juli | August Heitmann                     | deutscher Gewerkschafter und Politiker (SPD), MdL                                                                 | 72    |       |
| 15. Juli | Max Kretzer                         | deutscher Schriftsteller                                                                                          | 87    |       |
| 15. Juli | Otto Roloff                         | deutscher Politiker (DDP)                                                                                         | 55    |       |
| 15. Juli | Walter Ruttmann                     | deutscher Filmregisseur                                                                                           | 53    |       |
| 15. Juli | Wilhelm Salomon-Calvi               | deutscher Geologe und Geowissenschaftler                                                                          | 73    |       |
| 15. Juli | Archie D. Sanders                   | US-amerikanischer Politiker                                                                                       | 84    |       |
| 16. Juli | Gustav Rosenhagen                   | deutscher Germanist                                                                                               | 74    |       |
| 16. Juli | Raimund Winkler                     | deutscher Vizeadmiral der Kaiserlichen Marine                                                                     | 85    |       |
| 17. Juli | Emil Barth                          | deutscher Politiker                                                                                               | 62    |       |
| 17. Juli | Gustav Brandes                      | deutscher Zoologe                                                                                                 | 79    |       |
| 17. Juli | August Cesarec                      | kroatischer Schriftsteller, Übersetzer, Publizist und Politiker                                                   | 47    |       |
| 17. Juli | Ira Davenport                       | US-amerikanischer Sprinter und Mittelstreckenläufer                                                               | 53    |       |
| 17. Juli | Armand Dufaux                       | französisch-schweizerischer Flugpionier, Erfinder und Konstrukteur                                                | 58    |       |
| 17. Juli | Karl Neumeyer                       | deutscher Rechtswissenschaftler                                                                                   | 71    |       |
| 17. Juli | Josef August Senge                  | deutscher Fabrikarbeiter, der im Rahmen der „Aktion T4“ ermordet wurde                                            | 35    |       |
| 17. Juli | Ludwig Stubbendorff                 | deutscher Reiter                                                                                                  | 35    |       |
| 18. Juli | Franz Belke                         | deutscher Bildhauer                                                                                               | 64    |       |
| 18. Juli | Bernard Bouvier                     | Schweizer Germanist und Romanist, Rektor der Universität Genf                                                     | 79    |       |
| 18. Juli | Arturo Ferrarin                     | italienischer Flugpionier und Pilot der italienischen Luftwaffe                                                   | 46    |       |
| 18. Juli | Fritz Fliegel                       | deutscher Jagdpilot und Radsportler                                                                               | 33    |       |
| 18. Juli | Dionysios Lavrangas                 | griechischer Komponist                                                                                            | 80    |       |
| 19. Juli | Paul Brauer                         | deutscher Ingenieur                                                                                               | 54    |       |
| 19. Juli | Heinrich Bromm                      | deutscher Maler                                                                                                   | 30    |       |
| 19. Juli | Bartolomeo Costantini               | italienischer Flieger und Automobilrennfahrer                                                                     | 52    |       |
| 19. Juli | Wilhelm Leichum                     | deutscher Leichtathlet                                                                                            | 30    |       |
| 19. Juli | Arvo Peussa                         | finnischer Mittelstreckenläufer                                                                                   | 40    |       |
| 20. Juli | Heinrich Houben                     | deutscher Schriftsteller                                                                                          | 75    |       |
| 20. Juli | Endre Puky                          | ungarischer Politiker, Mitglied des Parlaments                                                                    | 70    |       |
| 20. Juli | Karl von Weber                      | deutscher Offizier, zuletzt Generalmajor im Zweiten Weltkrieg                                                     | 48    |       |
| 20. Juli | Jürg Weiss                          | Schweizer Schriftsteller und Bergsteiger                                                                          |       |       |
| 21. Juli | Romanus Bange                       | deutscher Franziskaner und römisch-katholischer Priester                                                          | 61    |       |
| 21. Juli | Clarence Feldmann                   | niederländischer Elektrotechniker                                                                                 | 74    |       |
| 21. Juli | Jelisaweta Sergejewna Kruglikowa    | russische Grafikerin und Malerin                                                                                  | 76    |       |
| 21. Juli | Bohdan Lepkyj                       | ukrainischer Schriftsteller, Literaturwissenschaftler und Künstler                                                | 68    |       |
| 21. Juli | Leopold Peill                       | deutscher Glasfabrikant                                                                                           | 68    |       |
| 22. Juli | Wilhelm Bertuleit                   | deutscher Politiker (NSDAP), MdR                                                                                  | 41    |       |
| 22. Juli | Heinzchristian Hering               | deutscher Forstwissenschaftler                                                                                    | 36    |       |
| 22. Juli | Dmitri Grigorjewitsch Pawlow        | sowjetischer Armeegeneral                                                                                         | 43    |       |
| 23. Juli | Lewis Henry                         | US-amerikanischer Politiker                                                                                       | 56    |       |
| 23. Juli | Caesar Jenkyns                      | walisischer Fußballspieler                                                                                        | 74    |       |
| 23. Juli | Wilhelm Kausemann                   | deutscher Politiker (NSDAP), Landrat                                                                              | 37    |       |
| 23. Juli | Anna Plate                          | deutsche Malerin                                                                                                  | 69    |       |
| 23. Juli | José Abelardo Quiñones              | peruanischer Pilot                                                                                                | 27    |       |
| 23. Juli | Ernst Rupprecht                     | deutscher Klassischer Philologe                                                                                   |       |       |
| 23. Juli | Hans Scheele                        | deutscher Leichtathlet                                                                                            | 32    |       |
| 23. Juli | Leopold Silberstein                 | deutscher jüdischer Slawist                                                                                       | 40    |       |
| 24. Juli | Johannes Hermannus Berends          | niederländischer altkatholischer Bischof                                                                          | 73    |       |
| 24. Juli | Franz Bühring                       | deutscher Kaufmann, Seidenwarengroßhändler, Wirtschaftsführer, Handelsgerichtsrat und Türkischer Konsul           | 73    |       |
| 24. Juli | Willis C. Hawley                    | US-amerikanischer Politiker                                                                                       | 77    |       |
| 24. Juli | Afife Jale                          | türkische Theaterschauspielerin                                                                                   |       |       |
| 24. Juli | Josef Leopold                       | österreichischer Politiker (NSDAP), MdR, Landtagsabgeordneter, Gauleiter und Landesleiter der NSDAP in Österreich | 52    |       |
| 24. Juli | Rudolf Ramek                        | österreichischer Jurist und Politiker (CS)                                                                        | 60    |       |
| 24. Juli | Karl Umgelter                       | deutscher Hammerwerfer und Sportfunktionär                                                                        | 34    |       |
| 24. Juli | Hans-August Vowinckel               | deutscher Schriftsteller                                                                                          | 34    |       |
| 25. Juli | Wilhelm Bolte                       | deutscher Bildhauer                                                                                               | 82    |       |
| 25. Juli | Willi Gall                          | deutscher Kommunist und Widerstandskämpfer gegen den Nationalsozialismus                                          | 32    |       |
| 25. Juli | Edward D. Hays                      | US-amerikanischer Politiker                                                                                       | 69    |       |
| 25. Juli | Esko Hjelt                          | finnischer Ringer                                                                                                 | 27    |       |
| 25. Juli | Otto Nelte                          | deutscher Widerstandskämpfer                                                                                      | 42    |       |
| 25. Juli | Paul Ogorzow                        | deutscher Serienmörder                                                                                            | 28    |       |
| 25. Juli | Fred W. Parks                       | US-amerikanischer Jurist und Politiker                                                                            | 69    |       |
| 25. Juli | Purnell Pratt                       | US-amerikanischer Theater- und Filmschauspieler                                                                   | 62    |       |
| 25. Juli | Georges Van der Straeten            | belgischer Bildhauer                                                                                              | 84    |       |
| 25. Juli | Albert Wulff                        | deutscher Jurist                                                                                                  | 75    |       |
| 26. Juli | Kazimierz Bartel                    | polnischer Politiker, Mitglied des Sejm, Ministerpräsident Polens sowie Rektor der TU Lemberg                     | 59    |       |
| 26. Juli | Theodor Benda                       | deutscher Mediziner                                                                                               | 83    |       |
| 26. Juli | Marx Dormoy                         | französischer sozialistischer Politiker (SFIO)                                                                    | 52    |       |
| 26. Juli | Karl Lausterer                      | württembergischer Oberamtmann                                                                                     | 79    |       |
| 26. Juli | Henri Léon Lebesgue                 | französischer Mathematiker                                                                                        | 66    |       |
| 26. Juli | Rennell Rodd, 1. Baron Rennell      | britischer Diplomat, Politiker (Unionistische Partei), Mitglied des House of Commons und Dichter                  | 82    |       |
| 26. Juli | Josephine Siebe                     | deutsche Redakteurin und Kinderbuchautorin                                                                        | 70    |       |
| 26. Juli | Benjamin Lee Whorf                  | US-amerikanischer Linguist                                                                                        | 44    |       |
| 27. Juli | Félix Couturier                     | französischer Ordensgeistlicher und römisch-katholischer Bischof                                                  | 65    |       |
| 27. Juli | Samuel Shaw Dornan                  | irischer Anthropologe, Theologe und Missionar                                                                     |       |       |
| 27. Juli | Çingiz İldırım                      | aserbaidschanischer Staatsmann und Ingenieur kurdischer Abstammung                                                | 51    |       |
| 27. Juli | Walter von Ruckteschell             | deutscher Illustrator, Bildhauer und Autor                                                                        | 58    |       |
| 27. Juli | Marie Siegert                       | deutsche Politikerin (DVP)                                                                                        | 79    |       |
| 27. Juli | Gotthard Urban                      | deutscher Politiker (NSDAP), Stabsleiter im Amt Rosenberg, MdR                                                    | 36    |       |
| 28. Juli | Franz Brehm                         | deutscher Politiker (Alldeutsche Partei)                                                                          | 79    |       |
| 28. Juli | Georgi Dmitrijewitsch Karpetschenko | sowjetischer Biologe                                                                                              | 42    |       |
| 28. Juli | Feliks Kon                          | polnischer Ethnograph und Kommunist                                                                               | 77    |       |
| 28. Juli | Ernst Krankemann                    | Kapo im KZ Auschwitz                                                                                              | 45    |       |
| 28. Juli | Karl Leban                          | österreichischer Eisschnellläufer, Moderner Fünfkämpfer und Leichtathlet                                          | 32    |       |
| 28. Juli | Illarion Wissarionowitsch Mgeladse  | sowjetischer Journalist und Literaturkritiker georgischer Herkunft                                                |       |       |
| 28. Juli | Ludwig von Schröder                 | deutscher Marineoffizier, General der Flakartillerie und Militärbefehlshaber Serbien im Zweiten Weltkrieg         | 56    |       |
| 29. Juli | Max Gerbig                          | deutscher Politiker (KPD)                                                                                         | 56    |       |
| 29. Juli | Placidus Glogger                    | deutscher Ordensgeistlicher und Abt                                                                               | 66    |       |
| 29. Juli | Otto Heller                         | deutsch-US-amerikanischer Literaturwissenschaftler                                                                |       |       |
| 29. Juli | Charles Murray                      | US-amerikanischer Schauspieler                                                                                    | 69    |       |
| 29. Juli | James Stephenson                    | US-amerikanischer Theater- und Filmschauspieler britischer Herkunft                                               | 52    |       |
| 29. Juli | Laurenz Matthias Vincenz            | Bischof von Chur                                                                                                  | 67    |       |
| 29. Juli | Eugen von Waldthausen               | deutscher Kaufmann, Stadtverordneter                                                                              | 86    |       |
| 30. Juli | Ado Anderkopp                       | estnischer Politiker, Mitglied des Riigikogu und Journalist                                                       | 47    |       |
| 30. Juli | Alois Bucher                        | Schweizer Bankier und katholisch-konservativer Politiker                                                          | 80    |       |
| 30. Juli | Hugo Celmiņš                        | lettischer Politiker, Mitglied der Saeima                                                                         | 63    |       |
| 30. Juli | Emil Leupold                        | deutscher Fußballspieler                                                                                          | 28    |       |
| 30. Juli | Boris Jewsejewitsch Skwirski        | sowjetischer Botschafter                                                                                          |       |       |
| 31. Juli | Clara Anhuth                        | deutsche Schriftstellerin und Bibliothekarin                                                                      | 85    |       |
| 31. Juli | Hermann Darsen                      | preußischer Beamter, Regierungspräsident in Sigmaringen (1940–1941)                                               | 49    |       |
| 31. Juli | Hermann Groine                      | deutscher Politiker (NSDAP), MdR                                                                                  | 44    |       |
| 31. Juli | Hermann Lickfeld                    | deutscher Bildhauer                                                                                               | 43    |       |
|          | Otto Fischer                        | österreichischer Fußballspieler und -trainer                                                                      | 40    |       |
|          | Lazar Gulkowitsch                   | jüdischer Wissenschaftler                                                                                         | 42    |       |

## August
| Tag        | Name                                              | Beruf, bekannt als                                                                                       | Alter | Beleg |
| ---------- | ------------------------------------------------- | --- | ----- | ----- |
| 1. August  | Sidney Brown                                      | Schweizer Maschinenkonstrukteur und Kunstsammler                                                         | 76    |       |
| 1. August  | Marieluise Claudius                               | deutsche Schauspielerin                                                                                  | 29    |       |
| 1. August  | Alva M. Lumpkin                                   | US-amerikanischer Jurist und Politiker                                                                   | 54    |       |
| 1. August  | Else Mehrle                                       | deutsche Malerin, Graphikerin und Illustratorin                                                          | 73    |       |
| 1. August  | Michael Murach                                    | deutscher Boxer                                                                                          | 30    |       |
| 3. August  | Robert Claussen                                   | deutscher Politiker (NSDAP), MdR                                                                         | 32    |       |
| 3. August  | Martin Meulenberg                                 | deutscher römisch-katholischer Bischof in Island                                                         | 68    |       |
| 3. August  | Henry F. Niedringhaus                             | US-amerikanischer Politiker                                                                              | 76    |       |
| 3. August  | Leopold Richter                                   | deutscher Fußballspieler                                                                                 | 56    |       |
| 3. August  | Paul L. Strack                                    | deutscher Althistoriker und Numismatiker                                                                 | 36    |       |
| 4. August  | Mihály Babits                                     | ungarischer Dichter, Übersetzer und Publizist                                                            | 57    |       |
| 4. August  | Otto Dannenberg                                   | deutscher Politiker (Wirtschaftspartei, DStP), MdL                                                       | 61    |       |
| 4. August  | Lew Grigorjewitsch Deitsch                        | russischer Journalist und Publizist                                                                      | 85    |       |
| 4. August  | John Fitzgibbons                                  | US-amerikanischer Politiker                                                                              | 73    |       |
| 4. August  | Claire Roman                                      | französische Pilotin                                                                                     | 35    |       |
| 4. August  | Michail Nikolajewitsch Sawojarow                  | russischer Chansonnier, Komponist, Dichter und Mim-Exzentriker                                           | 64    |       |
| 4. August  | Alfred Leonhard Tietz                             | deutsch-jüdischer Kaufmann und Warenhaus-Unternehmer                                                     | 58    |       |
| 4. August  | Alfred Witte                                      | deutscher Vermessungstechniker und Astrologe                                                             | 63    |       |
| 5. August  | John Edward Kelley                                | US-amerikanischer Politiker                                                                              | 88    |       |
| 5. August  | Heinrich August Knickmann                         | deutscher Politiker (NSDAP), MdR                                                                         | 46    |       |
| 5. August  | Barnett Parker                                    | englischer Schauspieler                                                                                  | 54    |       |
| 5. August  | Josef Pilz                                        | böhmischer Fachlehrer, Bürgerschuldirektor, Archivar, Heimatforscher und Ehrenbürger der Stadt Neudek    | 70    |       |
| 5. August  | Ales Prudnikau                                    | weißrussischer Dichter                                                                                   | 31    |       |
| 6. August  | Marie Franzos                                     | österreichische Frauenrechtlerin, Schriftstellerin und Übersetzerin                                      | 70    |       |
| 6. August  | Leonid Mironowitsch Leonidow                      | sowjetisch-russischer Schauspieler und Regisseur                                                         | 68    |       |
| 6. August  | Jules Valton                                      | französischer Segler                                                                                     | 74    |       |
| 6. August  | Kurt von Wilmowsky                                | preußischer Jurist, Chef der Reichskanzlei, Oberpräsident und Landeshauptmann                            | 91    |       |
| 7. August  | Heinrich Bischoff                                 | deutscher Klassischer Philologe                                                                          | 34    |       |
| 7. August  | Rabindranath Tagore                               | bengalischer Dichter, Maler und Philosoph                                                                | 80    |       |
| 8. August  | Hermann Blumenthal                                | deutscher Bibliothekar                                                                                   | 38    |       |
| 8. August  | Rudolf W. Vollmoeller                             | deutsch-schweizerischer Textil-Unternehmer                                                               | 67    |       |
| 8. August  | Giovanni Maria Zonghi                             | italienischer Geistlicher, Kurienerzbischof der römisch-katholischen Kirche                              | 94    |       |
| 9. August  | Ernst Volkmann                                    | österreichischer Kriegsdienstverweigerer im Zweiten Weltkrieg                                            | 39    |       |
| 9. August  | Georg Währer                                      | deutscher Politiker (NSDAP), MdR, Rechtswissenschaftler und SA-Führer                                    | 48    |       |
| 9. August  | Kurt Zimmer                                       | deutscher Reichsgerichtsrat                                                                              | 55    |       |
| 10. August | Mario Amadori                                     | italienischer Chemiker und Pharmazeut                                                                    | 54    |       |
| 10. August | Arthur Mülverstedt                                | deutscher SS-Gruppenführer und Polizeigeneral                                                            | 47    |       |
| 10. August | Walter Newton                                     | US-amerikanischer Politiker                                                                              | 60    |       |
| 10. August | Albert G. Rutherford                              | US-amerikanischer Politiker                                                                              | 62    |       |
| 10. August | Hans Vollmer                                      | deutscher Pädagoge und Theologe                                                                          | 70    |       |
| 11. August | Herbert Adamski                                   | deutscher Ruderer                                                                                        | 31    |       |
| 11. August | Max Egon II. zu Fürstenberg                       | deutsch-österreichischer adeliger Großgrundbesitzer und Politiker                                        | 77    |       |
| 11. August | Antonín Hudeček                                   | tschechischer Maler                                                                                      | 69    |       |
| 12. August | Elk Eber                                          | deutscher Maler und Grafiker                                                                             | 49    |       |
| 12. August | Freeman Freeman-Thomas, 1. Marquess of Willingdon | britischer Politiker, Vizekönig von Indien                                                               | 74    |       |
| 12. August | Noah Pryłucki                                     | jiddischer Philologe, Rechtsanwalt und polnischer Politiker der Folkspartei                              | 58    |       |
| 12. August | Rudolf Steinle                                    | deutscher SA-Führer                                                                                      | 29    |       |
| 13. August | James Stuart Blackton                             | britisch-US-amerikanischer Karikaturist, Filmproduzent, Regisseur und Pionier des Animationsfilms        | 66    |       |
| 13. August | Ernst Franzos                                     | österreichischer Filmkaufmann, -produzent und Produktionsleiter                                          | 63    |       |
| 13. August | Friedrich Martin Jehle                            | deutscher evangelischer Pfarrer, Komponist, Orgellehrer, Musikhistoriker (Hymnologie), Dichter und Autor | 97    |       |
| 13. August | Tommy Robertson                                   | schottischer Fußballspieler                                                                              | 64    |       |
| 13. August | Frederick Weygold                                 | amerikanischer Maler, Fotograf und Ethnograf                                                             | 71    |       |
| 14. August | Stanisław Głąbiński                               | polnischer Nationalökonom und Politiker, Mitglied des Sejm                                               | 79    |       |
| 14. August | Arthur Hiller                                     | deutscher Fußballspieler                                                                                 | 59    |       |
| 14. August | Maximilian Kolbe                                  | polnischer Franziskaner-Minorit, Märtyrer, Heiliger                                                      |       |       |
| 14. August | Catherine Pine                                    | englisch-britische Krankenschwester und Suffragette                                                      | 77    |       |
| 14. August | Paul Sabatier                                     | französischer Chemiker                                                                                   | 86    |       |
| 15. August | Detlef Dern                                       | deutscher Politiker (NSDAP), MdR                                                                         | 36    |       |
| 15. August | Otto Glauning                                     | deutscher Bibliothekar                                                                                   | 65    |       |
| 15. August | Josef Jakobs                                      | deutscher Spion; letzter Mensch, der im Tower of London hingerichtet wurde                               | 43    |       |
| 15. August | Lauri Kettunen                                    | finnischer Moderner Fünfkämpfer und Fechter                                                              | 36    |       |
| 15. August | Andrei Iwanowitsch Selenzow                       | Generalmajor während des sowjetisch-finnischen Winterkrieg                                               |       |       |
| 15. August | Augusto Varnesi                                   | italienischer, in Deutschland tätiger Bildhauer und Medailleur                                           | 75    |       |
| 16. August | Robert Genin                                      | Maler, Grafiker, Illustrator und Schriftsteller                                                          | 57    |       |
| 16. August | Friedrich Grüttgen                                | deutscher Politiker (NSDAP), MdR                                                                         | 35    |       |
| 16. August | Felix Mader                                       | deutscher römisch-katholischer Geistlicher, Kunsthistoriker und Denkmalpfleger                           | 73    |       |
| 16. August | William Z. Ripley                                 | amerikanischer Wirtschaftswissenschafler und Anthropologe                                                | 73    |       |
| 17. August | Frida Lührs                                       | deutsche Politikerin (SPD)                                                                               | 72    |       |
| 17. August | Sigfrid Mangler                                   | deutscher Jurist und Parteifunktionär (NSDAP)                                                            | 39    |       |
| 17. August | Paul Samassa                                      | österreichischer Publizist                                                                               | 72    |       |
| 18. August | Austin Egen                                       | österreichischer Pianist, Sänger und Komponist                                                           | 44    |       |
| 18. August | Karl-Heinz Paulsen                                | deutscher Ozeanograph und Polarforscher                                                                  | 31    |       |
| 19. August | Gustaf Dalman                                     | deutscher protestantischer Theologe, Alttestamentler und Orientalist                                     | 86    |       |
| 19. August | Paul Duboc                                        | französischer Radrennfahrer                                                                              | 57    |       |
| 19. August | Paul Gast                                         | deutscher Geodät und Rektor der RWTH Aachen                                                              | 64    |       |
| 19. August | Hermann Heibel                                    | deutscher Schwimmer                                                                                      | 29    |       |
| 19. August | Paul von Hintze                                   | deutscher Marineoffizier und Politiker                                                                   | 77    |       |
| 19. August | Gotthelf Kummer                                   | deutscher Geodät, Ministerialrat im preußischen Landwirtschaftsministerium                               | 72    |       |
| 19. August | Carlo Maggini                                     | Schweizer Rechtsanwalt, Journalist, Zeitungsverleger und Politiker                                       | 64    |       |
| 19. August | Oswin Moro                                        | österreichischer Heimatforscher                                                                          | 45    |       |
| 19. August | Edward T. Seay                                    | US-amerikanischer Politiker                                                                              |       |       |
| 20. August | Mark R. Bacon                                     | US-amerikanischer Politiker                                                                              | 89    |       |
| 20. August | John Baird, 1. Viscount Stonehaven                | britischer Politiker, Mitglied des House of Commons und Generalgouverneur Australiens                    | 67    |       |
| 20. August | Marie von Bülow                                   | deutsche Schauspielerin                                                                                  | 84    |       |
| 20. August | Willi Daube                                       | deutscher Offizier, zuletzt Generalmajor im Zweiten Weltkrieg                                            | 58    |       |
| 20. August | Karl Theodor von Eheberg                          | deutscher Nationalökonom und Professor an der Friedrich-Alexander Universität in Erlangen                | 86    |       |
| 20. August | Émile Gaudard                                     | Schweizer Jurist und Politiker                                                                           | 84    |       |
| 20. August | Hans Huyn                                         | österreichisch-deutscher Diplomat                                                                        | 47    |       |
| 20. August | Efraim Liljequist                                 | schwedischer Philosoph                                                                                   | 75    |       |
| 20. August | Alexander Swanidse                                | georgischer Altbolschewik und Historiker                                                                 |       |       |
| 21. August | August Schmid von Schmidsfelden der Ältere        | österreichischer Industrieller                                                                           | 78    |       |
| 22. August | Francisco de Campos Barreto                       | brasilianischer Geistlicher, Bischof von Campinas                                                        | 64    |       |
| 22. August | Nikolaus Biwer                                    | luxemburgischer römisch-katholischer Geistlicher, Komponist und Märtyrer                                 | 57    |       |
| 22. August | Adna R. Chaffee, Jr.                              | US-amerikanischer Armeeoffizier                                                                          | 56    |       |
| 22. August | Max Friederichsen                                 | deutscher Geograph, Forschungsreisender und Hochschullehrer                                              | 67    |       |
| 22. August | Julius Petersen                                   | deutscher Literatur- und Theaterwissenschaftler                                                          | 62    |       |
| 22. August | Arnold Petzet                                     | deutscher Reedereidirektor, Präses der Handelskammer Bremen                                              | 72    |       |
| 22. August | Ilse von Stach                                    | deutsche Schriftstellerin                                                                                | 62    |       |
| 23. August | Douglas John Connah                               | US-amerikanischer Landschaftsmaler, Porträtmaler und Illustrator                                         | 70    |       |
| 23. August | Jakob Heusser-Staub                               | Schweizer Industrieller                                                                                  | 79    |       |
| 23. August | Valentin Kraus                                    | deutscher Bildhauer                                                                                      | 68    |       |
| 23. August | Rudolf Perthen                                    | österreichischer Architekt                                                                               | 57    |       |
| 23. August | Alfred E. Vallette                                | Schweizer Ingenieur, Bauunternehmer und Mitbegründer der Wartmann & Vallette Cie in Brugg                | 80    |       |
| 24. August | Theodore Mavrogordato                             | englischer Tennisspieler                                                                                 | 58    |       |
| 25. August | Robert Alexander                                  | US-amerikanischer Rechtsanwalt und Offizier                                                              | 77    |       |
| 25. August | Gholamali Bayandor                                | Konteradmiral und erster Kommandeur der iranischen Marine                                                | 42    |       |
| 25. August | Ernest Bovet                                      | Schweizer Romanist                                                                                       | 71    |       |
| 25. August | Clarence Platt                                    | US-amerikanischer Sportschütze                                                                           | 67    |       |
| 25. August | Ottmar Edwin Strauss                              | deutscher Industrieller                                                                                  | 63    |       |
| 25. August | Karl Wiesel                                       | österreichischer Unternehmer und Filmproduzent sowie ein Münchner Filmpionier                            | 59    |       |
| 26. August | Georg Escherich                                   | deutscher Forstwissenschaftler und Politiker, Gründer der „Organisation Escherich“                       | 71    |       |
| 26. August | Heinrich van Kann                                 | deutscher Architekt und preußischer Baubeamter                                                           | 80    |       |
| 27. August | Mitsuko Coudenhove-Kalergi                        | japanische Frau                                                                                          | 67    |       |
| 27. August | Carl Richard Hennicke                             | deutscher Arzt und Ornithologe                                                                           | 75    |       |
| 27. August | Johannes Richter                                  | deutscher Schriftsteller                                                                                 | 52    |       |
| 28. August | Ugo Agostoni                                      | italienischer Radrennfahrer                                                                              | 48    |       |
| 28. August | Max Busch                                         | deutscher Chemiker und Hochschullehrer                                                                   | 76    |       |
| 28. August | Arthur Dearborn                                   | US-amerikanischer Diskuswerfer                                                                           | 55    |       |
| 28. August | Iwan Wassiljewitsch Jewdokimow                    | sowjetischer Schriftsteller                                                                              | 54    |       |
| 28. August | Johannes Lauristin                                | estnischer Kommunist und Politiker, Mitglied des Riigikogu                                               | 41    |       |
| 28. August | Hans Melms                                        | deutscher Opernsänger (Bariton)                                                                          | 72    |       |
| 28. August | Emmanuel Metter                                   | russischer Dirigent                                                                                      | 63    |       |
| 28. August | Willi Tiefel                                      | deutscher Fußballspieler                                                                                 | 30    |       |
| 29. August | Wilhelm von Braun                                 | Jurist, Diplomat                                                                                         | 57    |       |
| 29. August | Henri Honoré d’Estienne d’Orves                   | französischer Marineoffizier                                                                             | 40    |       |
| 29. August | Conrad David Lagemann                             | deutscher Heimatdichter                                                                                  | 76    |       |
| 29. August | Franz Latzel                                      | Dresdner Arbeiterfunktionär und antifaschistischer Widerstandskämpfer                                    | 61    |       |
| 29. August | Antoine Morard                                    | Schweizer Politiker und Agrarfunktionär                                                                  | 72    |       |
| 29. August | Duane Reed Stuart                                 | US-amerikanischer Klassischer Philologe                                                                  | 67    |       |
| 30. August | Friedrich Hendrix                                 | deutscher Leichtathlet                                                                                   | 30    |       |
| 30. August | Emil Kugler                                       | österreichischer Mediziner, Schriftsteller und Kunstförderer                                             | 72    |       |
| 30. August | Edwin Ramel                                       | Schweizer Dermatologe                                                                                    | 46    |       |
| 30. August | Mykola Sziborskyj                                 | ukrainischer nationalistischer Aktivist                                                                  | 44    |       |
| 31. August | Alfred Hettner                                    | deutscher Geograph                                                                                       | 82    |       |
| 31. August | Eduard Rüther                                     | deutscher Historiker und Gymnasiallehrer                                                                 | 69    |       |
| 31. August | Marina Iwanowna Zwetajewa                         | russische Dichterin und Schriftstellerin                                                                 | 48    |       |
|            | Jakob Wygodski                                    | litauischer Arzt und Politiker                                                                           | 85    |       |

## September
| Tag           | Name                                     | Beruf, bekannt als                                                                                             | Alter | Beleg |
| ------------- | ---------------------------------------- | --- | ----- | ----- |
| 1. September  | William Blakely                          | australischer Botaniker                                                                                        | 65    |       |
| 1. September  | Siegfried Budge                          | deutscher Jurist und Nationalökonom                                                                            | 72    |       |
| 1. September  | Alfredo Granja                           | uruguayischer Fußballspieler                                                                                   |       |       |
| 1. September  | Eduard Laaman                            | estnischer Journalist, Zeithistoriker und Politiker                                                            | 53    |       |
| 1. September  | J. Ford Laning                           | US-amerikanischer Politiker                                                                                    | 88    |       |
| 1. September  | Frank Melrose                            | US-amerikanischer Jazzpianist                                                                                  | 33    |       |
| 1. September  | Barrozzo Netto                           | brasilianischer Pianist, Komponist und Hochschulpädagoge                                                       | 60    |       |
| 1. September  | Jiří Orten                               | tschechischer Dichter                                                                                          | 22    |       |
| 1. September  | George Pardee                            | US-amerikanischer Politiker                                                                                    | 84    |       |
| 1. September  | Hugo Bernhard Rahamägi                   | estnischer Theologe und Politiker, Mitglied des Riigikogu                                                      | 55    |       |
| 2. September  | William Barlas                           | britischer Diplomat                                                                                            | 53    |       |
| 2. September  | Arthur George Green                      | britischer Chemiker                                                                                            |       |       |
| 2. September  | Okami Kei                                | japanische Ärztin                                                                                              | 81    |       |
| 3. September  | Hugo Bruckmann                           | deutscher Verleger und Politiker (NSDAP), MdR, Vorstand des Deutschen Museums, Förderer von Adolf Hitler       | 77    |       |
| 3. September  | Corrado D’Errico                         | italienischer Journalist, Filmregisseur und Drehbuchautor                                                      | 39    |       |
| 3. September  | Nils-Gustav Hahl                         | finnischer Kunsthistoriker und Unternehmer                                                                     | 37    |       |
| 3. September  | Camillo Horn                             | österreichischer Komponist, Dirigent und Musikpädagoge                                                         | 80    |       |
| 3. September  | Alexander Fjodorowitsch Iljin-Schenewski | russischer Schachspieler und -organisator                                                                      | 46    |       |
| 3. September  | Adolf Eugen Schulte                      | deutscher Maschinenbauingenieur und Manager                                                                    | 67    |       |
| 3. September  | Edward T. Taylor                         | US-amerikanischer Politiker                                                                                    | 83    |       |
| 4. September  | Rachel Don                               | Autorin, Rednerin und Präsidentin der Women’s Christian Temperance Union of New Zealand                        | 75    |       |
| 4. September  | Paula Roesler                            | deutsche Malerin, Zeichnerin und Grafikerin sowie Scherenschnitt- und Papierkünstlerin                         | 66    |       |
| 4. September  | Rubin Teitelbaum                         | estnischer Gewichtheber                                                                                        | 34    |       |
| 5. September  | Kalle Jalkanen                           | finnischer Skilangläufer                                                                                       | 34    |       |
| 5. September  | Heinrich Koppers                         | deutscher Ingenieur und Industrieller                                                                          | 68    |       |
| 5. September  | Ernst Kraus                              | deutscher Opernsänger (Heldentenor)                                                                            | 78    |       |
| 5. September  | Charles Myr Lesaar                       | belgischer Künstler                                                                                            | 56    |       |
| 6. September  | Walter W. Granger                        | US-amerikanischer Paläontologe                                                                                 | 68    |       |
| 6. September  | Hans Jüptner von Jonstorff               | österreichischer Chemiker und Metallurg                                                                        | 88    |       |
| 6. September  | Salman Mümtas                            | aserbaidschanisch-sowjetischer Literaturwissenschaftler und Dichter                                            | 57    |       |
| 6. September  | Hans Sottorf                             | deutscher Oberstleutnant, Ritter des Ordens Pour le Mérite                                                     | 53    |       |
| 6. September  | Max Wallraf                              | deutscher Politiker (DNVP, NSDAP), MdR                                                                         | 81    |       |
| 7. September  | Albert Eiteljörge                        | deutscher Heimatforscher                                                                                       | 77    |       |
| 7. September  | William Francis Ganong                   | kanadischer Botaniker, Kartograf und Regionalhistoriker                                                        | 77    |       |
| 7. September  | Adam Hoos                                | deutscher Studentenfunktionär und Gaustudentenführer                                                           | 30    |       |
| 7. September  | Ramón Emilio Peralta                     | dominikanischer Komponist, Dirigent, Musikpädagoge und Saxophonist                                             |       |       |
| 7. September  | Ignácz Pfeifer                           | ungarischer Chemiker                                                                                           | 73    |       |
| 7. September  | Secondo Pia                              | italienischer Fotograf                                                                                         | 85    |       |
| 7. September  | Lajos Vajda                              | ungarischer Surrealist                                                                                         | 33    |       |
| 7. September  | Adolf Zapp                               | deutscher Unternehmer                                                                                          | 72    |       |
| 8. September  | Giuseppe Amisani                         | italienischer Maler                                                                                            | 59    |       |
| 8. September  | August von Brück                         | deutscher Diplomat                                                                                             | 82    |       |
| 8. September  | Jem Carney                               | englischer Boxer in der Bare-knuckle-Ära                                                                       | 84    |       |
| 8. September  | Louis Willemin                           | Schweizer Jurist und Politiker                                                                                 | 77    |       |
| 9. September  | Ernst Julius Berg                        | US-amerikanischer Radiopionier                                                                                 | 70    |       |
| 9. September  | Gustav Ehrismann                         | deutscher germanistischer Mediävist                                                                            | 85    |       |
| 9. September  | Max Henkel                               | deutscher Gynäkologe und Geburtshelfer                                                                         | 70    |       |
| 9. September  | Hubert Mütherich                         | deutscher Luftwaffenoffizier und Jagdflieger                                                                   | 28    |       |
| 9. September  | Friedrich Wilhelm von Schoen             | deutscher Großindustrieller und Mäzen                                                                          | 91    |       |
| 10. September | Paul Berndt                              | deutscher Vizeadmiral                                                                                          | 62    |       |
| 10. September | Ludwig Czerny                            | deutscher Filmregisseur und Filmproduzent                                                                      | 54    |       |
| 10. September | Paul Fraenckel                           | deutscher Rechtsmediziner                                                                                      | 67    |       |
| 10. September | Robert Glaßner                           | deutsch-russischer römisch-katholischer Geistlicher und Märtyrer                                               |       |       |
| 10. September | Harald Viggo Hansteen                    | norwegischer Jurist, Gewerkschafter und Politiker                                                              | 40    |       |
| 10. September | George Hilsdon                           | englischer Fußballspieler                                                                                      | 56    |       |
| 10. September | Hans Lipps                               | deutscher Philosoph                                                                                            | 51    |       |
| 10. September | Fritz Noether                            | deutscher Mathematiker                                                                                         | 56    |       |
| 10. September | Carl Steding                             | deutscher Pädagoge und Sportorganisator                                                                        | 60    |       |
| 10. September | Rolf Wickstrøm                           | norwegischer Gewerkschafter und NS-Opfer                                                                       | 28    |       |
| 11. September | Sergei Alexejewitsch Bessonow            | sowjetischer Politiker und Diplomat                                                                            |       |       |
| 11. September | Erich Birkenhauer                        | deutscher Politiker (KPD)                                                                                      | 38    |       |
| 11. September | August Creutzburg                        | deutscher Politiker (KPD, SPD, USPD), MdR                                                                      | 49    |       |
| 11. September | Fritz Eichenwald                         | deutscher Politiker (KPD), Opfer des Stalinismus                                                               | 40    |       |
| 11. September | Heinrich Grillo                          | deutscher Landrat                                                                                              | 65    |       |
| 11. September | Elmer Imes                               | US-amerikanischer Physiker                                                                                     | 57    |       |
| 11. September | Warwara Nikolajewna Jakowlewa            | russische Revolutionärin und sowjetische Politikerin                                                           |       |       |
| 11. September | Olga Dawidowna Kamenewa                  | Führerin der russischen revolutionären Bewegung, Schwester von Leo Trotzki und Ehefrau von Lew Kamenew         |       |       |
| 11. September | Max Michel                               | deutscher Jurist und Volkswirt                                                                                 | 52    |       |
| 11. September | Christian Georgijewitsch Rakowski        | bulgarischer sozialistischer Revolutionär, bolschewistischer Politiker und sowjetischer Diplomat               | 68    |       |
| 11. September | Adolf Scheffknecht                       | österreichischer Turner                                                                                        | 26    |       |
| 11. September | Rudolf Schönheimer                       | deutsch-US-amerikanischer Biochemiker                                                                          | 43    |       |
| 11. September | Marija Alexandrowna Spiridonowa          | russische Sozialrevolutionärin                                                                                 | 56    |       |
| 12. September | Hermann Baethcke                         | deutscher Lehrer und Politiker                                                                                 | 93    |       |
| 12. September | Arno Manthey                             | deutscher Politiker (NSDAP), MdR                                                                               | 53    |       |
| 12. September | Eugen Ritter von Schobert                | deutscher Offizier, zuletzt Generaloberst im Zweiten Weltkrieg                                                 | 58    |       |
| 12. September | Hans Spemann                             | deutscher Biologe                                                                                              | 72    |       |
| 12. September | Joseph Stenhouse                         | britischer Marineoffizier, Kapitän und Expeditionsteilnehmer                                                   | 53    |       |
| 12. September | Hermann-Joseph Wurm                      | deutscher Geistlicher und Journalist                                                                           | 79    |       |
| 13. September | Joachim Freiherr von Brandenstein        | deutscher Jurist, Verwaltungsbeamter, Gutsbesitzer und Politiker (DNVP)                                        | 77    |       |
| 13. September | Karl Paul Gebhardt                       | österreichischer Politiker (NSDAP), MdR                                                                        | 36    |       |
| 13. September | Eberhard Graf von Kalckreuth             | deutscher Rittergutsbesitzer und Präsident des Reichslandbundes                                                | 59    |       |
| 14. September | Weniamin Iossifowitsch Fleischmann       | sowjetischer Komponist                                                                                         | 28    |       |
| 14. September | Carl Haertel                             | deutscher Architekt                                                                                            | 78    |       |
| 14. September | Max Küster                               | deutscher Architekt und Bauunternehmer                                                                         | 79    |       |
| 14. September | Karl Reinhardt                           | deutscher Ingenieur und Vorsitzender des Vereins Deutscher Ingenieure (VDI)                                    | 75    |       |
| 15. September | Italia Almirante Manzini                 | italienische Stummfilmdiva                                                                                     | 51    |       |
| 15. September | Kurd Dalen                               | deutscher Industriejurist                                                                                      | 56    |       |
| 15. September | Alanson B. Houghton                      | amerikanischer Unternehmer, Politiker und Diplomat                                                             | 77    |       |
| 15. September | W. Turner Logan                          | US-amerikanischer Politiker                                                                                    | 67    |       |
| 15. September | Juri Michailowitsch Steklow              | russischer Revolutionär, Journalist und Historiker                                                             | 68    |       |
| 15. September | Giovanni Zangrando                       | italienischer Maler                                                                                            |       |       |
| 16. September | Nathan W. Hale                           | US-amerikanischer Politiker                                                                                    | 81    |       |
| 16. September | Hans Hiedler                             | österreichischer Politiker (NSDAP), MdR und SS-Führer                                                          | 42    |       |
| 16. September | Pauline Krautz                           | sorbische Unternehmerin                                                                                        | 50    |       |
| 16. September | Isidore Salmon                           | britischer Geschäftsmann und Politiker (Conservative Party)                                                    | 65    |       |
| 17. September | Giola Gandini                            | italienische Malerin                                                                                           | 35    |       |
| 17. September | Ferdinand von Goglia                     | österreichisch-ungarischer Feldzeugmeister im Ersten Weltkrieg                                                 | 86    |       |
| 17. September | Adolf Korell                             | deutscher Politiker (DDP), MdR                                                                                 | 69    |       |
| 17. September | Friedrich Lamprecht                      | deutscher Geologe und Bergsteiger                                                                              | 48    |       |
| 17. September | John C. McKenzie                         | US-amerikanischer Politiker                                                                                    | 81    |       |
| 17. September | Wiktor Ormicki                           | polnischer Wirtschaftsgeograph                                                                                 | 43    |       |
| 17. September | Peter Francis Tague                      | US-amerikanischer Politiker                                                                                    | 70    |       |
| 17. September | Edgar Weil                               | deutscher Dramaturg und Kaufmann                                                                               | 33    |       |
| 18. September | Oscar Bittrich                           | deutscher Fotograf                                                                                             | 88    |       |
| 18. September | Hermann Blaß                             | österreichischer Schauspieler                                                                                  | 53    |       |
| 18. September | Gwendoline Eastlake-Smith                | englische Tennisspielerin, Olympiasiegerin 1908                                                                | 58    |       |
| 18. September | Dewey Johnson                            | US-amerikanischer Politiker                                                                                    | 42    |       |
| 18. September | Fred Karno                               | britischer Theaterproduzent                                                                                    | 75    |       |
| 18. September | Horst Raecke                             | deutscher Politiker (NSDAP), MdR sowie SA- und SS-Führer                                                       | 35    |       |
| 18. September | Heinz Schultze                           | deutscher nationalsozialistischer Funktionär                                                                   | 29    |       |
| 19. September | Pawlo Chrystjuk                          | ukrainischer Journalist, Schriftsteller und Politiker                                                          |       |       |
| 19. September | Alexandru Ioaniţiu                       | rumänischer Generalmajor, Chef des Generalstabes                                                               | 51    |       |
| 19. September | Enrique Saborido                         | argentinischer Tangogeiger, Tangopianist, Tangokomponist und Tangotänzer                                       | 63    |       |
| 19. September | Otto Stange                              | deutscher Chemiker                                                                                             | 70    |       |
| 20. September | Hervarth Frass von Friedenfeldt          | deutsch-tschechischer Fechter, deutscher Meister und Olympiateilnehmer                                         | 28    |       |
| 20. September | Ernest Hodder-Williams                   | britischer Verleger                                                                                            | 68    |       |
| 20. September | Michail Petrowitsch Kirponos             | sowjetischer General                                                                                           | 49    |       |
| 20. September | Ludwig Landshoff                         | deutscher Komponist, Musikwissenschaftler und Dirigent                                                         | 67    |       |
| 20. September | Wilhelm Löhr                             | deutscher Chirurg                                                                                              | 52    |       |
| 20. September | Paul Stettiner                           | deutscher Lehrer, Heimatforscher und Kulturpolitiker                                                           | 79    |       |
| 20. September | Petre Sucitulescu                        | rumänischer Fußballspieler                                                                                     |       |       |
| 20. September | Wassili Iwanowitsch Tupikow              | sowjetischer General                                                                                           | 39    |       |
| 21. September | William Jacob Baer                       | US-amerikanischer Miniatur-, Genre- und Porträtmaler                                                           | 81    |       |
| 21. September | Werner Lehmann                           | deutscher Widerstandskämpfer gegen den Nationalsozialismus                                                     | 37    |       |
| 22. September | Nicolas Cadi                             | syrischer Erzbischof                                                                                           | 80    |       |
| 22. September | Gottfried Fittbogen                      | deutscher Privatgelehrter und Autor                                                                            | 63    |       |
| 22. September | Friedrich Harte                          | deutscher Politiker (DVP), MdR                                                                                 | 69    |       |
| 22. September | Richard Nordhausen                       | deutscher Dichter und Schriftsteller                                                                           | 73    |       |
| 23. September | Michele Barbi                            | italienischer Romanist und Danteforscher                                                                       | 74    |       |
| 23. September | Emīlija Benjamiņa                        | lettische Herausgeberin                                                                                        | 60    |       |
| 23. September | Eberhard Preime                          | deutscher Kunsthistoriker und Übersetzer                                                                       | 29    |       |
| 23. September | Josef Siben                              | bayerischer Politiker                                                                                          | 77    |       |
| 24. September | Johannes Boehlau                         | deutscher Klassischer Archäologe                                                                               | 79    |       |
| 24. September | Jean Catelas                             | französischer Kommunist und Politiker                                                                          | 47    |       |
| 24. September | Gottfried Feder                          | deutscher Wirtschaftstheoretiker und Politiker (DAP, NSDAP), MdR                                               | 58    |       |
| 24. September | Salomon Frankfurter                      | österreichischer Bibliothekar                                                                                  | 84    |       |
| 24. September | Giuliano Prini                           | italienischer Marineoffizier                                                                                   | 31    |       |
| 25. September | Lionel Coleman                           | kanadischer Radrennfahrer                                                                                      | 23    |       |
| 25. September | Hans Götzinger                           | österreichischer Maler, Wiener Aquarellist                                                                     | 74    |       |
| 25. September | Clifford Grey                            | britischer Filmschauspieler und Komponist                                                                      | 54    |       |
| 25. September | Foxhall Keene                            | US-amerikanischer Pferdezüchter und Sportler                                                                   | 73    |       |
| 26. September | George Balfour                           | schottischer Ingenieur, Unternehmer, Parlamentsabgeordneter                                                    | 68    |       |
| 26. September | William Le Roy Emmet                     | US-amerikanischer Elektrotechniker                                                                             | 82    |       |
| 26. September | Siegfried Hartmann                       | Schweizer Politiker                                                                                            | 69    |       |
| 26. September | Wolfgang Mann                            | deutscher Anglist                                                                                              | 33    |       |
| 26. September | Thiska Thiel-Wehrbein                    | niederländische Frauenrechtlerin und Pazifistin                                                                | 75    |       |
| 27. September | Juan Corzo                               | kubanischer Schachspieler                                                                                      | 68    |       |
| 27. September | Heinrich Hager                           | deutscher Politiker (NSDAP), MdR                                                                               | 47    |       |
| 27. September | Hans Kruse                               | deutscher westfälischer Heimatforscher, Lehrer, Museums- und Archivdirektor                                    | 59    |       |
| 27. September | Frank Mallory                            | US-amerikanischer Pathologe                                                                                    | 78    |       |
| 27. September | Paul Schulz-Gahmen                       | deutscher Landwirt und Politiker (Zentrum), MdR                                                                | 74    |       |
| 27. September | Riccardo Hellmuth Seidl                  | italienischer Pilot                                                                                            | 37    |       |
| 28. September | Josef Bílý                               | tschechoslowakischer General                                                                                   | 69    |       |
| 28. September | Axel Ebbe                                | schwedischer Bildhauer und Autor                                                                               | 73    |       |
| 28. September | Pauli Pitkänen                           | finnischer Skilangläufer                                                                                       | 29    |       |
| 28. September | Toivo Reingoldt                          | finnischer Schwimmer                                                                                           | 35    |       |
| 28. September | Karl Thiess                              | deutscher Wirtschaftswissenschaftler, Hochschul-Professor und Rektor, Rat im japanischen Eisenbahnamt          | 71    |       |
| 28. September | Hugo Vojta                               | tschechoslowakischer General und Widerstandskämpfer                                                            | 56    |       |
| 29. September | Vilmos Aba-Novák                         | ungarischer Maler                                                                                              | 47    |       |
| 29. September | Felipe Agoncillo                         | philippinischer Diplomat                                                                                       | 82    |       |
| 29. September | Heinrich Braasch                         | deutscher Verwaltungsjurist und Landrat                                                                        | 38    |       |
| 29. September | Friedrich Engel                          | deutscher Mathematiker                                                                                         | 79    |       |
| 29. September | William Howard Hearst                    | kanadischer Politiker und 7. Premierminister von Ontario                                                       | 77    |       |
| 29. September | František Horáček                        | tschechoslowakischer General und Widerstandskämpfer                                                            | 50    |       |
| 29. September | Johann Rump                              | deutscher protestantischer Geistlicher und Schriftsteller                                                      | 69    |       |
| 30. September | Calisto Bertramo                         | italienischer Schauspieler                                                                                     | 66    |       |
| 30. September | Vladimír Groh                            | tschechischer Klassischer Philologe und Historiker, Hochschulprofessor, Widerstandskämpfer gegen das NS-Regime | 46    |       |
| 30. September | Niels Frederik Schiøttz-Jensen           | dänischer Landschafts- und Porträtmaler                                                                        | 86    |       |
| 30. September | William Slade                            | britischer Tauzieher                                                                                           | 68    |       |
|               | Hans Baumann                             | österreichischer Kaufmann und Opfer des Holocaust                                                              | 35    |       |
|               | Gustav Halwax                            | deutscher Herausgeber und SS-Untersturmführer                                                                  | 30    |       |
|               | Akbar Hydari                             | Politiker des indischen Fürstenstaats Hyderabad                                                                | 71    |       |
|               | Adolf Lindenbaum                         | polnischer Logiker und Mathematiker                                                                            | 37    |       |